# 운군일
운군일(1952년 6월 1일 ~ )은 대한민국의 드라마 연출자이다.

## 학력
- 배재고등학교
- 고려대학교 신문방송학과(학사)
- 고려대학교 언론대학원(석사)

## 경력
- 1973년 한림출판사
- 1977년 TBC 프로듀서[1]
- 1980년 KBS 드라마제작국 프로듀서
- 1991년 SBS 제작1부 프로듀서
- 1994년 SBS 드라마 1CP 부장급
- 1998년 SBS 제작지원 부국장급
- 1998년 SBS 드라마 2CP 부국장급
- 2001년 SBS 드라마 1CP 부국장
- 2001년 SBS 드라마 1CP 국장

## 드라마
- 1981년 KBS1 《엄마의 일기》연출
- 1981년 KBS2 《꼴찌만세》연출
- 1982년 KBS2 《똑순이만세》연출
- 1983년 KBS2 《고교생 일기》연출
- 1987년 KBS2 《원다풍》연출
- 1987년 KBS1 《사랑이 꽃피는 나무》연출
- 1987년 KBS1 《어머니》
- 1988년 KBS2 《순심이》연출
- 1989년 KBS1 《세노야》연출
- 1991년 KBS2 《할머니의 바구니》연출
- 1991년 SBS 《목소리를 낮춰요》연출
- 1992년 SBS 《두려움 없는 사랑》연출
- 1993년 SBS 《한강 뻐꾸기》연출
- 1994년 SBS 《까치네》연출
- 1997년 SBS 《꿈의 궁전》연출
- 1998년 SBS 《단단한 놈》
- 2000년 SBS 《자꾸만 보고 싶네》연출
- 2007년 SBS 《황금 신부》연출
- 2012년 SBS 《맛있는 인생》연출